# Bernard Ferrand
Pour les articles homonymes, voir Ferrand.
Bernard Ferrand, né le 20 janvier 1900, à Vassy-lès-Avallon, et mort le 2 septembre 1944 au camp de concentration de Struthof, est un prêtre catholique français qui a participé à la Résistance. Après des années d’études au séminaire de Sens, il est ordonné prêtre en 1923 et est nommé à l’école Saint-Jacques de Joigny le 7 septembre de la même année.

## Les Florimontains
En 1925, il crée la colonie de vacances des Florimontains à Tamié (commune de Plancherine) en Savoie, où il utilise des méthodes inspirées du scoutisme et de l’idéal monastique. Dom Alexis Presse, abbé de Tamié, est au début sceptique quant à la pérennité de l'œuvre, mais le succès est tel que l’abbé Ferrand doit, à son grand regret, refuser d'accueillir de nombreux enfants. Il faut dire que le vieux moulin, loué aux moines, est dans un état désastreux, même s'il est aménagé au fil des ans.
L’abbé Ferrand est nommé vicaire de la cathédrale d'Auxerre le 22 septembre 1927. Toutefois, une maladie des yeux le rend presque aveugle. Il est alors nommé aumônier de l’école Jeanne-d’Arc d’Avallon le 27 juillet 1929. Il va trouver là beaucoup d’aide. Les Florimontains vont planter des croix sur les montagnes voisines : l’Arclosan, les pointes de Sambuy, etc. Au fil des années le vieux moulin Saint-Bernard accueillera les grands tandis qu'une seconde maison (Sainte-Humbeline) sort de terre pour les petits et une autre pour les parents (Sainte-Aleth).

## Résistant
L’abbé Ferrand, inapte à cause de sa vue, se refuse à rester inactif et à rester à l’arrière alors que les plus grands des Florimontains sont mobilisés. Il s’engage alors en 1941 dans la Résistance ; il n’hésite pas à s’entendre avec les instituteurs laïcs de la SFIO pour lutter contre l’occupant.
Autour de l’abbé Ferrand, un groupe s’est formé dès 1942, avec quelques membres de la jeune garde d’Avallon (société sportive), groupe rattaché un peu plus tard au réseau de renseignement Alliance.
Responsable de ce groupe de la résistance du département de l'Yonne, sous le nom de code Pintade, il est en liaison avec Londres par le poste-émetteur d’Autun et communique aux Anglais des renseignements militaires. Avec son adjoint François Robb et sa femme, il recueille des pilotes anglais ou américains, et des juifs dont certains sont hébergés à la Pierre-qui-Vire. Il organise leur évacuation par de nombreux subterfuges, notamment en gare d’Avallon avec Auguste Chandelier, chef de train qui les cachait dans la soute à charbon ou dans les réservoirs d’eau (technique particulièrement dangereuse étant donné que les Allemands les remplissaient parfois pour voir s'il y avait quelqu'un à l'intérieur). Le père Ferrand se déguisait avec sa tenue de cheminot pour passer la ligne de démarcation.
Le groupe d’Avallon fait partie du secteur Est du réseau, Forteresse, dont la direction est assurée par Paul Mengel (Chauve-souris), ingénieur à Autun ; le secteur est rattaché à la région Nord, avec à sa tête Maurice de Mac Mahon, duc de Magenta, alias Sloughi. C’est par Autun que le groupe de l’abbé Ferrand transmet ses informations, car il ne possède pas de poste émetteur. Il arrête de justesse le projet anglais de bombardement du barrage du Cressent, qui aurait constitué un désastre pour la vallée et ses habitants.

### L’opération «Gibet»
Le 16 septembre 1943, les Allemands lancent l’opération « Gibet », et réussissent à arrêter le colonel Faye, chef du réseau Alliance, et d’autres responsables, en gare d’Aulnay-sous-Bois. À partir de là sont organisées des arrestations en province, à partir du 19 septembre ; dans la région Centre-Val de Loire d’abord (Volvic, Vichy, etc.), puis dans le secteur d’Autun à partir du 21. C’est ainsi que seront opérées 26 arrestations, à Autun et pour l’ensemble du groupement Forteresse.
Le 22 septembre 1943 à Avallon, l’abbé Ferrand est pris près du cimetière, alors qu’il étudiait l’installation d’un poste émetteur ; François Robb, photographe, et le curé Froment, âgé de 71 ans, seront relâchés. L’abbé Ferrand a été interné à Fresnes, puis transféré au camp de Schirmeck en Alsace. Bien que torturé affreusement au cours de longs interrogatoires, il garde le silence.
Le 1er septembre 1944, avec d’autres membres du réseau Alliance, il est évacué vers le camp du Struthof. Le 2 septembre, ils sont tous exécutés. Une plaque à l’intérieur du four crématoire rappelle leur sacrifice.

## Reconnaissance
Une place porte son nom dans sa commune natale, une rue à Avallon et de nombreuses plaques dans le département rappellent son engagement au service de la France. Élevé chevalier de la Légion d'honneur à titre posthume ainsi qu'au grade de capitaine de l'armée française, il fait partie des 195 écrivains combattants morts pour la France dont le nom est gravé au Panthéon de Paris.
Son sacrifice a été reconnu de tous. Marie-Madeleine Fourcade, chef du réseau Alliance, a écrit : « Bernard Ferrand a largement contribué à soutenir le moral des détenus de la baraque 10 en disant clandestinement la messe (…) Par son exemple et par son sacrifice, il compte parmi les meilleurs artisans de la Victoire ». Le général anglais Bernard Montgomery a dit de lui  : « Bernard Ferrand a donné sa vie pour que l’Europe reste libre ». Le député de Saône-et-Loire Patrice Bougrain, son ami de combat a prononcé ces mots  : « Il est des causes si nobles qu’elles requièrent leurs martyrs. L’abbé Ferrand fut de ceux-là  : Dieu et la France l’avaient choisi. Puissions-nous ne jamais l’oublier ».
En 1946, ses amis fidèles décident de continuer son œuvre. Des centaines de milliers d’enfants ont été accueillis au centre de vacances des Florimontains. Aujourd’hui, l’association est toujours vivante. Après 90 ans d’existence, elle est restée fidèle à l’esprit de l’abbé Ferrand en ancrant ses actions dans le domaine de l'éducation populaire et du tourisme social et solidaire. Tous les étés, les Florimontains continuent à accueillir des enfants de toute la France et diversifient aujourd'hui leur offre de séjours thématiques.

## Sources
(mars 2011).
- M. Hervé Chevrier - le journal de la collégiale de Chatel-Censoir de juin 2009 no 518
- M. Hervé Chevrier, Histoire de l'abbé Ferrand et de la colonie des Florimontains, Société des Sciences Historiques et Naturelles de l'Yonne, Auxerre, 2010, 272 p.
- bulletin de l’Arory YONNE MÉMOIRE no 11 novembre 2003
- Camille Sautet, Images du père Ferrand, Ed. des Florimontains
- Jeanne Gillot-Voisin, La Saône-et-Loire sous Hitler, F.O.L., Mâcon, 1996.